# Rellys
Henri Marius Roger Bourelly dit Rellys, est un acteur et chanteur français né le 15 décembre 1905 à Marseille et mort le 20 juillet 1991 dans cette même ville.

## Biographie
Enfant, Rellys accompagne ses parents en pique-nique dans les pinèdes et y pousse la chansonnette. Il travaille d'abord comme pâtissier, gagnant le sobriquet de « Brioche ». Acteur de théâtre amateur, il remporte un concours de chant à l'Alcazar de Marseille, déguisé en comique troupier, en 1925.
Après son service militaire, il est engagé, sous son nom de scène Rellys, pour des tournées de music-hall dans le Midi et en Afrique du Nord. Dans la revue En plein soleil, il imite Maurice Chevalier et Joséphine Baker. En 1933, Alibert l'engage dans la troupe de sa pièce Au pays du soleil, contribuant au lancement de sa carrière.
En 1935, Marcel Pagnol lui donne sa chance dans Merlusse (film où son fils joue aussi). Il se spécialise au début dans les comédies marseillaises, qui font florès à l'époque : Trois de la marine (1934), César (1936), Un de la canebière (1937). Dans les années 1940, il fait remarquer son accent provençal, sa voix douce et chaude et son air attendrissant dans Narcisse, d'Ayres d'Aguiar (1940), où il fait un véritable triomphe en aviateur malgré lui, Feu Nicolas, de Jacques Houssin (1943), Roger la Honte, d'André Cayatte (1945), Les Aventures des Pieds Nickelés (il joue Croquignol), de Marcel Aboulker (1947), Tabusse de Jean Gehret (1948) et Manon des Sources (1952) de Marcel Pagnol, dans lequel il campe un émouvant Ugolin. En 1954, il joue le rôle du Père Gaucher dans Les Lettres de mon moulin qu'adapte Pagnol.
Sa carrière exceptionnellement longue se poursuivra après-guerre avec des films comme Amédée, de Gilles Grangier (1950), La vie est un jeu, de Raymond Leboursier (1951), Arènes joyeuses de Maurice de Canonge (2e version en  1958 avec Fernand Raynaud après avoir déjà figuré au générique de la 1re version réalisée par Karl Anton en 1935 avec Alibert), Crésus, de Jean Giono (1960), L'Âge ingrat, de Gilles Grangier (1964), Heureux qui comme Ulysse, d'Henri Colpi, (1970). Son dernier film sera L'Ange gardien, de Jacques Fournier (1978).
Il fit également de la télévision, comme dans la série télévisée Les Cinq Dernières Minutes.
Après avoir vécu à Saint-Leu-la-Forêt (Val d'Oise), il se retire dans sa ville natale de Marseille, rue Borde, non loin du Prado. Rellys meurt à l'hôpital Sainte-Marguerite, dans sa 86e année. Il repose au cimetière Saint-Pierre de Marseille (carré 14 midi no 23). Sur sa tombe, une plaque ornée de son portrait en médaillon porte ces mots : « Vous qui passez, peut-être m'avez-vous applaudi. Une fois encore, aujourd'hui, je vous dis merci. »
Epoux d'Angèle Devoux (1905-1995), il a deux filles, Annie et Michèle, et un fils (Rellys Junior, qui a joué avec son père dans le film Merlusse de Marcel Pagnol).

## Filmographie
- 1930 : Le Tampon du capiston de Joe Francis et Jean Toulout
- 1933 : Au pays du soleil de Robert Péguy
- 1934 : Angèle de Marcel Pagnol - (Un paysan "scène coupée au montage")
- 1934 : Trois de la marine de Charles Barrois - sous réserves
- 1935 : Arènes joyeuses de Karl Anton
- 1935 : Merlusse de Marcel Pagnol - (L'appariteur)
- 1936 : César de Marcel Pagnol - (L'employé de M. Panisse)
- 1937 : Le Cantinier de la coloniale d'Henry Wulschleger
- 1937 : Titin des Martigues de René Pujol - (Papafar)
- 1938 : Ça, c'est du sport de René Pujol - (Falloche)
- 1938 : Un de la Canebière de René Pujol d'après l'opérette d'Alibert, René Sarvil et Raymond Vincy, musique de Vincent Scotto. - (Pénible)
- 1939 : Narcisse d'Ayres d'Aguiar - (Narcisse Pigeon)
- 1941 : Tobie est un ange d'Yves Allégret (film détruit)
- 1942 : Frédérica de Jean Boyer - (Théodule)
- 1943 : Feu Nicolas de Jacques Houssin - (Nicolas)
- 1945 : Le Roi des resquilleurs de Jean Devaivre - (Mimile / Bimbo)
- 1946 : Roger la Honte d'André Cayatte - (Tristot)
- 1946 : La Revanche de Roger la Honte d'André Cayatte - (Tristot)
- 1946 : Les Trois Cousines de Jacques Daniel-Norman - (Césarin Malfait)
- 1947 : Les Aventures des Pieds Nickelés de Marcel Aboulker - (Croquignol)
- 1948 : Tabusse de Jean Gehret - (Tabusse)
- 1949 : Le 84 prend des vacances de Léo Joannon - (Gaston Bernod)
- 1949 : Amédée de Gilles Grangier - (Amédée)
- 1949 : L'Atomique Monsieur Placido de Robert Hennion - (Toni / Placido)
- 1949 : Vient de paraître de Jacques Houssin - (Marc Fournier)
- 1949 : À la culotte de zouave d'Henri Verneuil - court métrage -
- 1950 : Le Trésor des Pieds-Nickelés de Marcel Aboulker - (Croquignol)
- 1950 : Les Mémoires de la vache Yolande d'Ernst Neubach - (Hercule)
- 1950 : Le Tampon du capiston de Maurice Labro - (Isidore Cochu)
- 1951 : La vie est un jeu de Raymond Leboursier - (Méristo)
- 1952 : Manon des sources de Marcel Pagnol - (Ugolin)
- 1953 : Boum sur Paris de Maurice de Canonge
- 1954 : Les Lettres de mon moulin de Marcel Pagnol - (Le père Gaucher), dans L'Élixir du révérend père Gaucher
- 1954 : La Tour de Nesle d'Abel Gance - (Archer)
- 1955 : Les Premiers Outrages de Jean Gourguet - (Camille Lamothe, l'aubergiste)
- 1956 : Adorables Démons de Maurice Cloche - (Annibal Onisse)
- 1956 : Honoré de Marseille de Maurice Régamey - (Saturnin)
- 1956 : Les Promesses dangereuses Jean Gourguet - (Cervelle)
- 1956 : Quelle sacrée soirée / Nuit blanche et rouge à lèvres de Robert Vernay - (Le chauffeur de taxi)
- 1957 : Le Chômeur de Clochemerle de Jean Boyer - (Coiffenave, le bedeau)
- 1958 : Arènes joyeuses de Maurice de Canonge - (Hernandez)
- 1960 : Cocagne, de Maurice Cloche - (Septime)
- 1960 : Crésus de Jean Giono - (Paul)
- 1960 : Un soir sur la plage de Michel Boisrond - (Le jardinier)
- 1961 : La Traversée de la Loire de Jean Gourguet
- 1962 : La Salamandre d'or de Maurice Régamey - (Clotaire)
- 1962 : Le Voyage à Biarritz de Gilles Grangier - (Louis)
- 1964 : L'Âge ingrat de Gilles Grangier - (M. Corbidas)
- 1964 : La Chance et l'Amour (Les Fiancés de la chance) d'Eric Schlumberger - (Le curé)
- 1964 : Le Petit Monstre de Jean-Paul Sassy
- 1964 : La Caravane Pacouli de Louis Soulanes (TV)
- 1965 : La Bonne Occase de Michel Drach
- 1965 : Dis-moi qui tuer d'Étienne Périer - (Le Basta)
- 1965 : Pas de caviar pour tante Olga de Jean Becker
- 1966 : Le Jardinier d'Argenteuil de Jean-Paul Le Chanois - (Le cocher du fiacre)
- 1966 : Les Cinq Dernières Minutes, épisode La Rose de fer de Jean-Pierre Marchand (TV)
- 1969 : Heureux qui comme Ulysse d'Henri Colpi - (Marcelin)
- 1968 : La Honte de la famille de Richard Balducci - (Pépé)
- 1968 : Freddy pièce de Robert Thomas réalisée pour la télévision par Igor Barrère et Alexandre Tarta avec Fernandel
- 1971 : Kisss.... de Jean Lévitte
- 1971 : Aubrac-City de Jean Pignol (TV)
- 1973 : Les Cinq Dernières Minutes : Meurtre par intérim de Claude Loursais
- 1974 : Un mystère par jour (série télévisée) : Le cirque de Jean-Paul Carrère : le clown
- 1978 : L'Ange gardien de Jacques Fournier - (Paul, le batelier)
- 1978 : Madame le juge, épisode Le Dossier Françoise Muller d’Édouard Molinaro (TV)

## Théâtre
- 1933 : Les Trois de la Marine de René Sarvil et Vincent Scotto, Théâtre de l'Ambigu
- 1942 : C'est un cri ! d'Albert Bossy, Raymond Vincy et Émile Audiffred, L'Odéon de Marseille
- 1943 : L'École des cocottes de Paul Armont et Marcel Gerbidon, mise en scène Germain Champell, Théâtre des Nouveautés
- 1948 : La Savetière prodigieuse d'après Federico García Lorca, mise en scène Pierre Bertin, Théâtre Édouard VII
- 1950 : Jeff de Raoul Praxy, mise en scène Christian-Gérard, Théâtre de l'Ambigu
- 1955 : Liberty Bar de Frédéric Valmain, mise en scène Jean Dejoux, Théâtre Charles de Rochefort
- 1961 : Visa pour l'amour de Raymond Vincy et Francis Lopez, mise en scène René Dupuy, Théâtre de la Gaîté-Lyrique
- 1965 : La Vie parisienne de Jacques Offenbach, livret d'Henri Meilhac et Ludovic Halévy, mise en scène Jean-Louis Barrault, Odéon-Théâtre de France
- 1965 : Le Plus Grand des hasards d'André Gillois et Max Régnier, mise en scène Georges Douking, Théâtre de la Porte Saint Martin
- 1967 : Marius de Marcel Pagnol, mise en scène René Sarvil, Théâtre Sarah-Bernhardt, Théâtre des Ambassadeurs
- 1968 : Marius de Marcel Pagnol, mise en scène René Sarvil, Théâtre des Célestins
- 1974 : Les Fausses Confidences de Marivaux, mise en scène de Serge Peyrat, Théâtre de la Ville
- 1975 : Zoo ou l'Assassin philanthrope de Vercors, mise en scène Jean Mercure, Théâtre de la Ville
- 1975 : La Mouette d'Anton Tchekhov, mise en scène Lucian Pintilie, Théâtre de la Ville
- 1977 : Les Brigands de Friedrich von Schiller, mise en scène Anne Delbée, Théâtre de la Ville